# Studio 150
Studio 150 è il settimo album in studio da solista del musicista britannico Paul Weller, pubblicato nel 2004. Si tratta di un disco di cover. 

## Tracce
1. If I Could Only Be Sure (Gabriel Mekler, Nolan Porter)
2. Wishing on a Star (Billie Rae Calvin)
3. Don't Make Promises (Tim Hardin)
4. The Bottle (Gil Scott-Heron)
5. Black Is the Colour (tradizionale)
6. Close to You (Burt Bacharach, Hal David)
7. Early Morning Rain (Gordon Lightfoot)
8. One Way Road (Noel Gallagher)
9. Hercules (Allen Toussaint)
10. Thinking of You (Bernard Edwards, Nile Rodgers)
11. All Along the Watchtower (Bob Dylan)
12. Birds (Neil Young)